# SHIMMERタッグ王座
SHIMMERタッグ王座（シマータッグおうざ、英:SHIMMER Tag Team Championship）は、アメリカ合衆国の女子プロレス団体シマー・ウィメン・アスリーツが管理する、同団体のタッグチームタイトル。姉妹団体であるROHから認可を受けており、同団体でも防衛戦が行われている。そのためROHの女子タッグ王座と位置づけることもできる。また、ROH系列外の興行でも防衛戦が行われている。

## 概要
2008年に創設。10月のSHIMMER21にて6組のガントレットマッチを制したアシュレー・レイン&ネバーが初代王座に就いた。
初代タッグチャンピオンはインディアナ州のInsanity Pro Wrestlingにてサッシー・ステファニー&ヘレナ・ヘブンリー相手に防衛を果たし、これがSHIMMER及び姉妹団体外でのタイトルマッチとなった。
2011年4月2日、初となるROHのPPV内でのタイトルマッチとしてアトランタで開かれた「オナー・テイクス・センター・ステージ」でデイジー・ヘイズ&中川ともか組が栗原あゆみ&松本浩代組を下して防衛した。
2012年2月22日、初の北米外でのタイトルマッチとして日本の東京で開かれた「Joshi 4 Hope 2」にて浜田文子&栗原あゆみ組が松本浩代&大畠美咲組を下して防衛した。

## 歴代王者
2015年4月11日現在
| 歴代数 | タッグチーム                                                                 | 防衛回数 | 獲得日付       | 獲得した場所（対戦相手・その他）                                         |
| ------ | ---------------------------------------------------------------------------- | -------- | -------------- | ------------------------------------------------------------------------ |
| 初代   | アシュレー・レイン & ネバー                                                  | 6        | 2008年10月19日 | イリノイ州・バーウィン 6チームガントレットマッチによる王座決定戦         |
| 第2代  | カナディアン・ニンジャズ （ニコル・マヒューズ & ポーシャ・ペレス）           | 5        | 2009年5月3日   | イリノイ州・バーウィン                                                   |
| 第3代  | セブン・スター・シスターズ （松本浩代 & 大畠美咲）                           | 2        | 2011年3月26日  | イリノイ州・バーウィン                                                   |
| 第4代  | デイジー・ヘイズ & 中川ともか                                                | 1        | 2011年3月27日  | イリノイ州・バーウィン                                                   |
| 第5代  | 浜田文子 & 栗原あゆみ                                                        | 7        | 2011年10月1日  | イリノイ州・バーウィン                                                   |
| 第6代  | ザ・クイーンズ・オブ・ウイニング （コートニー・ラッシュ & サラ・デル・レイ） | 0        | 2012年3月18日  | イリノイ州・バーウィン 4コーナーエリミネーションマッチによる王座戦で獲得 |
| 第7代  | カナディアン・ニンジャズ                                                     | 5        | 2012年7月7日   | ケベック州・モントリオール                                               |
| 第8代  | グローバル・グリーン・ギャングスターズ （ケリー・スケーター & 中川ともか）   | 13       | 2013年4月14日  | イリノイ州・バーウィン ノーDQマッチによる王座戦で獲得                    |
| 第9代  | The Kimber Bombs （チェリーボム&キンバー・リー）                             | 2        | 2015年4月11日  | イリノイ州・バーウィン                                                   |